# Chartbusters
Chartbusters è la seconda raccolta dedicata al musicista statunitense Ray Parker Jr., pubblicata dalla Arista Records nel 1984.

## Il disco
Chartbusters è un'antologia focalizzata, in principal modo, sulla figura del Ray Parker Jr. solista, e fa riferimento, sia nel titolo che nella copertina, al suo ultimo successo internazionale, Ghostbusters. Come per il precedente Greatest Hits, anche in questo caso troviamo alcuni brani realizzati appositamente per il disco: si tratta di Jamie (#6 US AC), Ghostbusters (Extended Version) e I've Been Diggin You, fra i quali trova spazio anche una composizione natalizia datata 1982, Christmas Time Is Here. Il disco non fu accolto calorosamente, dal pubblico, raggiungendo solo il 60º posto della classifica generale statunitense.

## Tracce

### Lato A
1. Jamie - 4:18 -  (Ray Parker Jr.)
2. Ghostbusters (Extended Version) - 6:08 -  (Ray Parker Jr.)
3. The Other Woman - 4:05 -  (Ray Parker Jr.)
4. I've Been Diggin You - 4:00 -  (Ray Parker Jr.)
5. Christmas Time Is Here - 3:00 -  (Ray Parker Jr., Thurlene Johnson)

### Lato B
1. A Woman Needs Love - 4:05 -  (Ray Parker Jr.)
2. I Still Can't Get Over Loving You - 4:07 -  (Ray Parker Jr.)
3. Woman Out of Control - 4:13 -  (Ray Parker Jr.)
4. Invasion - 7:30 -  (Ray Parker Jr.)

## Curiosità
- La tracklist dell'edizione italiana riporta, erroneamente, la presenza di Jack and Jill, brano dei Raydio, in sostituzione di Christmas Time Is Here. In realtà, il suddetto fu incluso unicamente nella stampa tedesca, mentre per quella scandinava fu addirittura scelto il misconosciuto Electronic Lover, tratto dall'album Woman Out of Control.